# 보국포장
보국포장은 국가의 안전 보장 및 사회의 안녕과 질서 유지에 크게 공헌하거나 또는 생명의 위험을 무릅쓰고 인명과 재산을 구조한 공이 있는 사람에게 주는 훈장이다.